# Psaenythia chrysorrhoea
Psaenythia chrysorrhoea là một loài Hymenoptera trong họ Andrenidae. Loài này được Gerstäcker mô tả khoa học năm 1868.